# Arthur Blythe

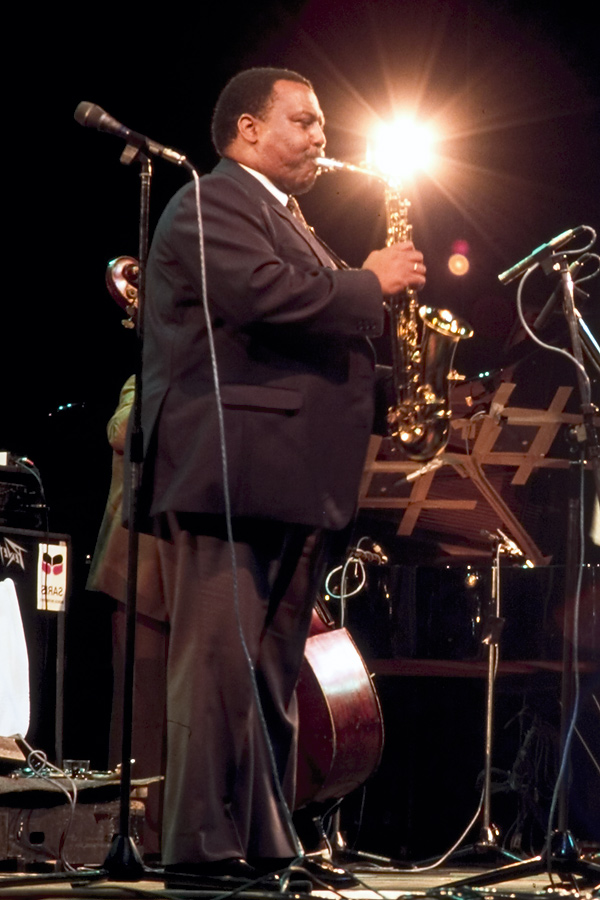
Arthur Blythe (1989)

Arthur Murray Blythe (* 5. Juli 1940 in Los Angeles; † 27. März 2017) war ein US-amerikanischer Jazzmusiker (Altsaxophon, Sopransaxophon), Komponist und Arrangeur.

## Leben und Wirken
Blythe kam in Los Angeles zur Welt, wuchs in San Diego auf, wohin seine Eltern 1944 gezogen waren und lernte ab dem neunten Lebensjahr Altsaxophon. Mitte der 1950er Jahre hatte er bei dem früheren Jimmie Lunceford Saxophonisten Kirtland Bradford Unterricht. Seit dem dreizehnten Lebensjahr spielte er mit lokalen Rhythm-&-Blues-Bands, bevor er sich als Teenager dem Jazz zuwandte. Ende der 1950er Jahre kehrte er in seine Geburtsstadt zurück und wurde bald in der dortigen Avantgarde Jazzszene bekannt. Von 1963 bis 1973 arbeitete er im Pan Afrikan Peoples Arkestra sowie bei Horace Tapscott, mit dem seine ersten Aufnahmen entstanden (The Giant is Awakening, 1969), 1967 bei Owen Marshall und anschließend bis 1973 mit Stanley Crouchs Black Music Infinity.
1974 zog er nach New York City, wo er mit Leon Thomas, Julius Hemphill und Chico Hamilton (1975–77) arbeitete. Von 1976 bis 1978 spielte er bei Gil Evans (Priestess), daneben auch bei Lester Bowie (1978) und über einen längeren Zeitraum mit Jack DeJohnettes Formation „Special Edition“ sowie mit McCoy Tyner, Charles Tyler, Ted Daniel und Julius Hemphill. Nach dessen Ausscheiden nahm er kurz seine Stelle im World Saxophone Quartet ein.
Ab 1977 leitete er auch eigene Bands, mit denen er Schallplatten aufnahm. Er veröffentlichte zunächst auf dem Independent-Label India Navigation, dann bei Columbia, um dann mit Enja und Savant Label zu finden, die dem Avantgarde Jazz verpflichtet sind. Für seine häufig ungewöhnlich instrumentierten Alben arbeitete er mit Musikern wie Abdul Wadud, Bobby Battle, Kelvyn Bell, Steve McCall, Fred Hopkins und John Hicks zusammen. 1979 nahm er für Columbia das Album Lenox Avenue Breakdown auf, u. a. mit dem Tubisten Bob Stewart, Guilherme Franco und dem Gitarristen James Blood Ulmer. Im selben Jahr wirkte er bei Jack DeJohnettes Album Special Edition mit. Er nahm auch einige Duo-Alben mit James Newton, Art Davis und Malachi Favors (1980) auf. In seine verschiedenen Ensembles integrierte Arthur Blythe neben der konventionellen Rhythmusgruppe afrikanische Trommeln, türkische Perkussion, Violinen, Violen, elektrische Gitarren und Tuba. Ab 1980, dem Jahr seines endgültigen Durchbruchs, spielte er fast alljährlich auf wesentlichen Festivals wie den Berliner Jazztagen, dem Montreux Jazz Festival oder dem Newport Jazz Festival. Anfang der 1980er experimentierte er kurz mit Popmusik; ab 1986 war Blythe Gründungsmitglied der All-Star-Formation The Leaders.
Blythe nahm 1991 für Enja das Album Hipmotism auf; mit seiner „elektrischen“ Formation folgte 1993 Retroflection. Ssirus W. Pakzad zufolge wurde er „den hohen Erwartungen mit zunehmendem Alter nicht gerecht. Zahlreiche eigene Veröffentlichungen belegten, dass er zwar immer noch Musik von hoher Dichte zu spielen vermochte, sich künstlerisch aber nur noch im Kreise drehte, da er sich auf das Aufführen immer derselben, altbekannten Kompositionen beschränkte.“ 1994 ging er mit dem Pan Afrikan Peoples Arkestra auf Europatournee. Eine neue Aufmerksamkeit errang er Ende der 1990er Jahre in der Gruppe von Joey Baron, 2002 spielte Blythe mit dem Marimbaspieler Gust Tsilis, Bob Stewart und Cecil Brooks III auf dem Label Savant das Album Focus ein.

## Würdigung
Blythe, der zu seinen Musiker-Vorbildern Charlie Parker, John Coltrane, Harold Land und Eric Dolphy sowie Duke Ellington und Thelonious Monk als Komponisten zählt, sagte in einem Interview: „I am not just avant-garde. I like to play all types of music as much as I can play, straight-ahead or whatever they call that. I like rhythm and blues. I like music with form, not atonal or aform. I am not only there. Sometimes they put me into a weird bag and want me to be weird, inaccessible. I think I am accessible.“
Für Ian Carr zählt Blythe zu den begabtesten und kreativsten Saxophonisten der 1970er Jahre; Leonard Feather und Ira Gitler heben sein emotionales Spiel hervor, das seine Wurzeln im Gospel und Blues mit dem von Eric Dolphy abgeleiteten mehr abstrakten Spiel der Avantgarde verbindet. Nach Ansicht von Ulrich Olshausen reflektiert „sein süßer Ton“ – ohne epigonal zu wirken – Vorbilder wie Johnny Hodges oder Benny Carter. „In der Höhe kann dieser Ton vor Strahlkraft fast pfeifen oder in die Nähe von Sopransaxophonisten kommen, wie Zirkusclowns sie spielen. In der Tiefe dagegen bekommt er Körper und die für Ornette Coleman typische Kernigkeit.“
Gemäß Martin Kunzler hatte Blythe mit seinen Instrumenten „eine neue Dimension der Ton-Flexibilität erreicht“. Kunzler sieht das Repertoire von Blythe, der eines seiner Bandprojekte In the Tradition nannte, von Johnny Hodges über Charlie Parker und Cannonball Adderley bis zur äußersten Avantgarde. Blythe starb im März 2017 an den Folgen einer Parkinson-Erkrankung.